# قلعه باباخان
قلعه باباخان، روستایی از توابع  بخش مرکزی شهرستان ملایر  در استان همدان ایران است.

## جمعیت
این روستا در دهستان جوزان قرار دارد و براساس سرشماری مرکز آمار ایران در سال ۱۳۹۵، جمعیت آن ۲۶۳ نفر (۱۰۲خانوار) بوده‌است.